# David Škoch
David Škoch, né le 6 novembre 1976 à Brandýs nad Labem-Stará Boleslav, est un joueur de tennis tchèque, professionnel depuis 1994.

## Palmarès

### Titres en double messieurs
| No | Date       | Nom et lieu du tournoi                     | Catégorie   | Dotation    | Surface      | Partenaire            | Finalistes                           | Score             |          |
| -- | ---------- | ------------------------------------------ | ----------- | ----------- | ------------ | --------------------- | ------------------------------------ | ----------------- | -------- |
| 1  | 12-07-2004 | The Priority Telecom Open Amersfoort       | Int' Series | 355 000 $   | Terre (ext.) | Jaroslav Levinský     | José Acasuso Luis Horna              | 6-0, 2-6, 7-5     |          |
| 2  | 10-04-2006 | Open de Tenis Comunidad Valenciana Valence | Int' Series | 375 000 $   | Terre (ext.) | Tomáš Zíb             | Lukáš Dlouhý Pavel Vízner            | 6-4, 6-3          | Parcours |
| 3  | 24-07-2006 | Studena Croatia Open Umag                  | Int' Series | 375 000 $   | Terre (ext.) | Jaroslav Levinský     | Guillermo García-López Albert Portas | 6-4, 6-4          | Parcours |
| 4  | 23-04-2007 | Grand-Prix Hassan II Casablanca            | Int' Series | 391 000 $   | Terre (ext.) | Jordan Kerr           | Łukasz Kubot Oliver Marach           | 7-64, 1-6, [10-4] | Parcours |
| 5  | 31-12-2007 | Qatar ExxonMobil Open Doha                 | Int' Series | 1 024 000 $ | Dur (ext.)   | Philipp Kohlschreiber | Jeff Coetzee Wesley Moodie           | 6-4, 4-6, [11-9]  | Parcours |

### Finales en double messieurs
| No | Date       | Nom et lieu du tournoi                     | Catégorie    | Dotation  | Surface      | Vainqueurs                     | Partenaire        | Score             |          |
| -- | ---------- | ------------------------------------------ | ------------ | --------- | ------------ | ------------------------------ | ----------------- | ----------------- | -------- |
| 1  | 28-04-1997 | Paegas Czech Open Prague                   | World Series | 340 000 $ | Terre (ext.) | Mahesh Bhupathi Leander Paes   | Petr Luxa         | 6-1, 6-1          |          |
| 2  | 19-07-2004 | Croatia Open Umag                          | Int' Series  | 375 000 $ | Terre (ext.) | José Acasuso Flavio Saretta    | Jaroslav Levinský | 4-6, 6-2, 6-4     |          |
| 3  | 25-07-2005 | Croatia Open Umag                          | Int' Series  | 375 000 $ | Terre (ext.) | Jiří Novák Petr Pála           | Michal Mertiňák   | 6-3, 6-3          |          |
| 4  | 21-05-2007 | Hypo Group Tennis International Pörtschach | Int' Series  | 391 000 $ | Terre (ext.) | Simon Aspelin Julian Knowle    | Leoš Friedl       | 7-66, 5-7, [10-5] | Parcours |
| 5  | 23-07-2007 | Studena Croatia Open Umag                  | Int' Series  | 391 000 $ | Terre (ext.) | Lukáš Dlouhý Michal Mertiňák   | Jaroslav Levinský | 6-1, 6-1          | Parcours |
| 6  | 07-06-2010 | AEGON Championships Londres                | ATP 250      | 627 700 € | Gazon (ext.) | Novak Djokovic Jonathan Erlich | Karol Beck        | 6-7, 6-2, [10-3]  | Parcours |

## Parcours dans les tournois duGrand Chelem

### En simple
| Année | Open d'Australie | Open d'Australie | Internationaux de France | Internationaux de France | Wimbledon | Wimbledon | US Open         | US Open    |
| ----- | ---------------- | ---------------- | ------------------------ | ------------------------ | --------- | --------- | --------------- | ---------- |
| 1996  | —                | —                | —                        | —                        | —         | —         | 1er tour (1/64) | J. Sánchez |

N.B. : à droite du résultat se trouve le nom de l'ultime adversaire.

### En double
| Année | Open d'Australie             | Open d'Australie          | Internationaux de France    | Internationaux de France    | Wimbledon                     | Wimbledon                 | US Open                        | US Open               |
| ----- | ---------------------------- | ------------------------- | --------------------------- | --------------------------- | ----------------------------- | ------------------------- | ------------------------------ | --------------------- |
| 1998  | —                            | —                         | —                           | —                           | 1er tour (1/32) P. Luxa       | J. Holmes A. Painter      | —                              | —                     |
| 1999  | —                            | —                         | —                           | —                           | —                             | —                         | —                              | —                     |
| 2000  | —                            | —                         | —                           | —                           | —                             | —                         | —                              | —                     |
| 2001  | —                            | —                         | —                           | —                           | —                             | —                         | 1er tour (1/32) J. I. Carrasco | M. Bertolini D. Bowen |
| 2002  | 1er tour (1/32) O. Fukárek   | L. Friedl R. Štěpánek     | 1er tour (1/32) S. Rudman   | F. Čermák O. Fukárek        | 2e tour (1/16) D. Petrovic    | J. Boutter S. Schalken    | 2e tour (1/16) J. Levinský     | N. Healey J. Kerr     |
| 2003  | 2e tour (1/16) T. Cibulec    | O. Fukárek P. Luxa        | 1er tour (1/32) S. Aspelin  | C. Haggard R. Koenig        | 1er tour (1/32) N. Healey     | J. Erlich A. Ram          | 1/8 de finale P. Luxa          | M. Ančić I. Ljubičić  |
| 2004  | 2e tour (1/16) P. Luxa       | J. Björkman T. Woodbridge | 1er tour (1/32) J. Thomas   | J. Erlich A. Ram            | 2e tour (1/16) Á. López Morón | S. Aspelin T. Perry       | 1er tour (1/32) T. Cibulec     | L. Arnold Ker M. Hood |
| 2005  | 1er tour (1/32) J. Levinský  | A. Calatrava D. Ferrer    | 1er tour (1/32) J. Thomas   | É. Roger-Vasselin G. Simon  | 1er tour (1/32) L. Dlouhý     | F. González N. Massú      | 1er tour (1/32) R. Štěpánek    | M. Ančić I. Ljubičić  |
| 2006  | 1er tour (1/32) M. Baghdatís | J. I. Chela G. Gaudio     | 2e tour (1/16) J. Hernych   | J. Tipsarević M. Youzhny    | 2e tour (1/16) J. Hernych     | M. Damm L. Paes           | 1er tour (1/32) J. Kerr        | P. Hanley K. Ullyett  |
| 2007  | 1/8 de finale J. Kerr        | M. Knowles D. Nestor      | 2e tour (1/16) L. Friedl    | C. Berlocq P. Cuevas        | 1/8 de finale J. Levinský     | F. Santoro N. Zimonjić    | 1er tour (1/32) Ł. Kubot       | S. Aspelin J. Knowle  |
| 2008  | 2e tour (1/16) L. Friedl     | C. Ball A. Feeney         | 1er tour (1/32) J. Levinský | M. Fyrstenberg M. Matkowski | 1er tour (1/32) J. Levinský   | I. Kunitsyn D. Toursounov | 2e tour (1/16) D. Hrbatý       | B. Bryan M. Bryan     |
| 2009  | —                            | —                         | 2e tour (1/16) L. Friedl    | D. Nestor N. Zimonjić       | 1/8 de finale L. Friedl       | B. Bryan M. Bryan         | 1er tour (1/32) I. Zelenay     | M. Gicquel F. Santoro |
| 2010  | 1er tour (1/32) L. Friedl    | L. Dlouhý L. Paes         | 1er tour (1/32) L. Friedl   | J. Benneteau M. Llodra      | 1er tour (1/32) L. Friedl     | R. Lindstedt H. Tecău     | —                              | —                     |
| 2011  | —                            | —                         | —                           | —                           | 1er tour (1/32) K. Beck       | K. Anderson J. Knowle     | —                              | —                     |

N.B. : le nom du ou de la partenaire se trouve sous le résultat ; le nom des ultimes adversaires se trouve à droite.

### En double mixte
| Année | Open d'Australie            | Open d'Australie          | Internationaux de France | Internationaux de France | Wimbledon                    | Wimbledon                  | US Open | US Open |
| ----- | --------------------------- | ------------------------- | ------------------------ | ------------------------ | ---------------------------- | -------------------------- | ------- | ------- |
| 2006  | -                           | -                         | -                        | -                        | 1er tour (1/32) Andreea Vanc | Gisela Dulko F. González   | -       | -       |
| 2007  | -                           | -                         | -                        | -                        | 1er tour (1/32) J. Husárová  | Sania Mirza M. Bhupathi    | -       | -       |
| 2008  | 1er tour (1/16) R. Voráčová | Ágnes Szávay Leander Paes | -                        | -                        | 2e tour (1/16) I. Benešová   | Květa Peschke Pavel Vízner | -       | -       |

N.B. : le nom de la partenaire se trouve sous le résultat ; le nom des ultimes adversaires se trouve à droite.